# Eudorylas bidactylus
Eudorylas bidactylus är en tvåvingeart som först beskrevs av Hardy 1943.  Eudorylas bidactylus ingår i släktet Eudorylas och familjen ögonflugor. Inga underarter finns listade i Catalogue of Life.